# Józef Teslar

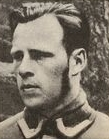
Andrzej Teslar jako chorąży Legionów

Józef Andrzej Teslar (ur. 30 listopada 1889 w Krzeszowicach, zm. 22 lipca 1961 w Dinard) – major piechoty Wojska Polskiego, działacz niepodległościowy, doktor filozofii, poeta, publicysta, tłumacz i krytyk sztuki.

## Życiorys
Urodził się 30 listopada 1889, w Krzeszowicach, w rodzinie Antoniego, kupca, i Marii z Jakowlewów. Był bratem Antoniego (1898–1972), artysty malarza, Aleksandra (1899–1982), malarza i Tadeusza (ur. 1894), kapitana Wojska Polskiego, działacza niepodległościowego, publicysty politycznego, tłumacza.
W sierpniu 1914 wstąpił do Legionów Polskich i został przydzielony do 2 pułku piechoty. 23 sierpnia 1915 został mianowany chorążym piechoty. Był oficerem 4 pułku piechoty. Pełnił służbę w Referacie Wydawnictw Wojskowych Naczelnego Komitetu Narodowego, a wiosną 1917 w Komendzie Placu Kraków.
W latach 1920–1922 w Korpusie Kadetów nr 1. Od 1922 był odkomenderowany do Francji, gdzie pełnił obowiązki lektora języka polskiego w Wyższej Szkole Wojennej (franc. École Supérieure de Guerre). W 1928 przebywał Szkole Wojskowej w Saint-Cyr. Cztery lata później pełnił służbę w Wyższej Szkole Wojennej w Warszawie. Został awansowany na stopień majora w korpusie oficerów administracji, grupa naukowo-oświatowa, ze starszeństwem z 1 czerwca 1919. Z dniem 31 lipca 1933 został przeniesiony w stan nieczynny. W marcu 1934 został przeniesiony do korpusu oficerów piechoty w stopniu majora ze starszeństwem z 1 czerwca 1919 i 6,1 lokatą. Z dniem 30 listopada 1935 przeniesiony został w stan spoczynku.
W latach 1936–1939 wykładał teorię wojskowości w Centre d'Études Polonaises w Paryżu. Podczas II wojny światowej był oficerem łącznikowym Naczelnego Dowództwa Armii Polskiej we Francji. Zajmował się też historią wojskowości. 10 grudnia 1940 przybył do Samodzielnego Obozu Oficerskiego w Rothesay.
W latach 1942–1945 lektor języka i kultury polskiej na uniwersytecie w Glasgow. Od 1952 ponownie w Paryżu. Od 1953 wykładał na Polskim Uniwersytecie na Obczyźnie (PUNO, filia w Chicago). Członek Polskiego Towarzystwa Naukowego na Obczyźnie (od 1959).
Przetłumaczył na francuski powieść Krzyżacy Henryka Sienkiewicza. Oprócz działalności poetyckiej zajmował się również publicystyką. Wydał także podręcznik do nauki języka angielskiego i języka francuskiego dla żołnierzy.
Zmarł 22 lipca 1961 w Dinard i pochowany został na cmentarzu Les Champeaux w Montmorency.

## Ordery i odznaczenia
- Krzyż Niepodległości – 2 sierpnia 1931 „za pracę w dziele odzyskania niepodległości”[16]
- Krzyż Walecznych czterokrotnie[6]
- Złoty Krzyż Zasługi – 19 marca 1937 „za zasługi w służbie wojskowej”[17][18]
- Medal Pamiątkowy za Wojnę 1918–1921[2]
- Medal Dziesięciolecia Odzyskanej Niepodległości[2]
- Srebrny Wawrzyn Akademicki – 5 listopada 1935 „za szerzenie zamiłowania do literatury ojczystej wśród emigracji”[19]
- Krzyż Komandorski belgijskiego Orderu Leopolda II – 19 marca 1937[20]
- Krzyż Kawalerski francuskiego Orderu Legii Honorowej
- Oficer francuskiego Orderu Palm Akademickich – 1938[21]

## Twórczość
- Dla ciebie (1911)
- Rytmy wojenne 1914–1916 (1916)
- Metamorfozy (1934)
- Plaster miodu (1937)
- Mocniejsza niż śmierć